# Митчелл, Эндрю (шотландский футболист)
Э́ндрю Ми́тчелл (англ. Andrew Mitchell) — шотландский футболист, защитник. Отличался «надёжным отбором мяча и хорошим пасом».
Выступал за шотландский футбольный клуб «Эйрдрионианс». В сентябре 1892 года перешёл в английский клуб «Ньютон Хит». Его переход состоялся после того, как правый защитник «Ньютон Хит» Боб Макфарлэн после завершения сезона 1891/92 отправился «в отпуск» в свой родной город Эрдри, где ему предложили вновь выступать за местный клуб «Эйрдрионианс». Макфарлэн, будучи ещё официально игроком «Ньютон Хит», неожиданно согласился и подписал контракт с шотландской командой. После этого руководство клуба из Манчестера сделало ответный ход, подписав другого защитника «Эйрдрионианс» Энди Митчелла. Он дебютировал в основном составе «язычников» 10 сентября в матче Первого дивизиона против «Бернли» на «Норт Роуд». Выступал за клуб на протяжении двух сезонов, сыграв 61 матч, включая серию из 49 матчей подряд в чемпионате и кубке. В июне 1894 года перешёл в клуб «Бертон Свифтс».